# Electric Mole
《Electric Mole》（Electric Mole）是日本音樂家椎名林檎的第八張DVD，於2003年12月17日發行。發行當週即賣出3.0萬張，總計銷售量5.2萬張，名列2003年年度銷售榜第27位。初回限定為「精裝硬皮書本」，內容是介紹林檎歷年來的作品及演唱會記錄寫真等，據說台灣只有200份的配額，造成歌迷瘋狂的搶購。

## 簡介
此張DVD是收錄椎名林檎《雙六高潮》巡迴演唱會的最後一站，也是演唱會的追加場，於2003年9月27日在日本武道館所舉行的，其演唱的歌曲及幕後花絮，而武道館也順理成章的成為專輯封面。
而當朝日電視台Music Station於2011年4月22日撥出「2001年4月第四週 BEST 10」時，播出雙六高潮版本的真夜中的純潔（當週第七位）時，小學生認為這個服裝像是唱演歌的，但是歌聽起來卻很搖滾，富有女子搖滾的味道。

## 曲目
1. 幸福論(悅樂編)（部分）（幸福論（悦楽編）（一部））
2. 罪與罰（罪と罰）
3. 真夜中的純潔（真夜中は純潔）
4. 自我幻影（ドツペルゲンガー）
5. 依您喜好（おこのみで）
6. 意識
7. 溜滑梯（すべりだい）
8. 黑色奧爾斐（黒いオルフェ）
9. 丸之內虐待狂（丸の内サディステック）
10. 警告
11. Delayed brain（部分）（Delayed brain（一部））
原唱：Number Girl
12. 杞人憂天（とりこし苦労）
13. 港都十三番地（港町十三番地）
原唱：美空雲雀
14. 靈異現象（ポルターガイスト）
15. 石膏
16. 迷彩
17. 莖
Encore 1
18. 小白花盛開時（部分）（白い花の咲く頃（一部））
原唱：岡本敦郎、鮫島有美子
19. Mr. wonderful（Mr. wonderful）
  - 原唱：佩吉·李（英语：Peggy Lee）
20. 正確的大街（正しい街）
21. 請您保重（おだいじに）
Encore 2
22. 蘋果之歌（部分）（りんごのうた（一部））
特典映像
23. 溜滑梯（以東京事變的名義在新宿演出的片段）

其他映像
1. 工作室的綵排的情況
2. 動畫映像

## 銷售排行

### Oricon 銷售榜(日本)[2]
| 發行日期                     | 排行榜                 | 最高排名 | 第一週銷售量 | 總銷售量 | 連續上榜次數 |
| ---------------------------- | ---------------------- | -------- | ------------ | -------- | ------------ |
| 2003年12月17日 Electric Mole | Oricon DVD日銷售排行榜 | -        | -            | 59,471   | 13週         |
| 2003年12月17日 Electric Mole | Oricon DVD週銷售排行榜 | #8       | 30,382       | 59,471   | 13週         |
| 2003年12月17日 Electric Mole | Oricon DVD年銷售排行榜 | #27      | 59,471       | 59,471   | 13週         |

### 其他銷售榜
| 名稱                         | 排行榜 | 首週   | 首週   | 最高   | 最高   | 連續上榜次數 |
| 名稱                         | 排行榜 | 排 行  | 銷售量 | 排 行  | 銷售量 | 連續上榜次數 |
| ---------------------------- | ------ | ------ | ------ | ------ | ------ | ------------ |
| 2003年12月17日 Electric Mole |        |        |        |        |        |              |
| Soundscan：DVD Top 20        | #5     | 24,038 | #5     | 24,038 | 4週    |              |

## 發行日期
| 國家 | 發行日期       | 發行形式        | 商品編號  | 定價      |
| ---- | -------------- | --------------- | --------- | --------- |
| 日本 | 2003年12月17日 | 初回生產限定盤  | TOBF-5290 | 5,800日圓 |
| 日本 | 2003年12月17日 | 通常盤          | TOBF-5291 | 4,170日圓 |
| 台灣 | 2003年12月17日 | DVD(進口初回盤) | TOBF-5290 | 1,800元   |
| 台灣 | 2004年1月9日   | DVD(台壓盤)     | 59934198  | 599元     |

## 演唱會簡介
《雙六高潮》為日本音樂家椎名林檎第三次巡迴日本的演唱會，同時也是椎名林檎以個人身分在樂壇的告別作品，總共在八個城市舉辦十場的演唱會，但由於演唱會太過精采，臨時追加了最終場於日本武道館的演出。演唱會一開始是由椎名林檎擔綱大樑、一人獨唱，然後在經過團員介紹後，正式宣告東京事變時代的來臨，之後的演唱會則由她和東京事變的團員們精彩的表演她歷年來的作品，但而椎名林檎在日後組成東京事變接受專訪時提到：「在舉行雙六高潮演唱會的同時，我並沒有要組成樂團的意思，東京事變的組成是雙六高潮演唱會結束之後，才做下的決定。」演唱會另一大特點就是椎名林檎頂著一個娃娃頭，且所有團員皆穿著和服來彈奏，或許跟先前發行的單曲《莖》、專輯《加爾基 精液 栗子花》有濃濃的日本風有關係。而這次巡迴也是椎名林檎首次沖繩開唱、首次武道館演出，同時也是椎名林檎以個人名義所進行的最後一場巡迴演唱會。
演唱會歌曲主要以椎名林檎之前發表的作品為主，但在收錄成DVD時，「依存症」、「歌舞伎町的女王」、「本能」等歌曲並沒有被收錄，而「幸福論」和新曲「蘋果之歌」在DVD中都是以表演內容進行一半時，進入短暫的動畫影像或是製作DVD的影像。此外，演唱會第五首歌曲「依您喜好」則是在演唱的途中，插入了京都會館表演的片段。
另外，林檎也藉由將痣點掉，來表達自己出道五年之後將以全新的姿態於樂壇奮鬥，而此DVD也有收錄這個令眾人議論紛紛的「消痣」影片，不過在演唱會上林檎的痣還是存在的，因為那是畫上去的。
同時，為了紀念椎名林檎出道五週年，德國的吉他製造廠Duesenberg公司，同時也是林檎愛用的吉他大廠，設計了一把以椎名林檎為架構的電吉他「Duesenberg Starplayer TV」，也被限量發售。

### 演出人員
這場演唱會上也是東京事變第一次公開演出，而他們也被稱作是「東京事變的第一期成員」（以下以當時演唱會表記為原則）
- 主　唱‧吉他手 -
- 貝斯手 -
- 吉他手 -
- 鼓　手 -
- 鋼琴手 -

### 公演會場
| 日期          | 都道府縣 | 城市     | 場館             |
| ------------- | -------- | -------- | ---------------- |
| 日本          |          |          |                  |
| 2003年8月23日 | 東京都   | 澀谷區   | 澀谷公會堂       |
| 2003年8月24日 | 東京都   | 澀谷區   | 澀谷公會堂       |
| 2003年8月27日 | 愛知縣   | 名古屋市 | 名古屋市公會堂   |
| 2003年8月30日 | 廣島縣   | 廣島市   | 廣島厚生年金會館 |
| 2003年9月1日  | 兵庫縣   | 神戶市   | 神戶國際會館     |
| 2003年9月3日  | 京都府   | 京都市   | 京都會館         |
| 2003年9月8日  | 北海道   | 函館市   | 神戶國際會館     |
| 2003年9月16日 | 福岡縣   | 福岡市   | Sunpalace Hall   |
| 2003年9月17日 | 福岡縣   | 福岡市   | Sunpalace Hall   |
| 2003年9月21日 | 沖繩縣   | 宜野灣市 | 沖繩國際會議中心 |
| 2003年9月27日 | 東京都   | 千代田區 | 日本武道館       |

### 演出曲目
1. 罪與罰
2. 真夜中的純潔
3. 自我幻影
4. 依您喜好
5. 意識
6. 溜滑梯
7. 黑色奧爾斐
8. 依存症
9. 丸內虐待狂
10. 警告
11. 杞人憂天
12. 港都十三番地
13. 靈異現象
14. 石膏
15. 歌舞伎町的女王
16. 本能
17. 迷彩
18. 莖
19. Mr. wonderful（Encore 1）
20. 正確的大街（Encore 1）
21. 請您保重（Encore 2）

1. 罪與罰
2. 真夜中的純潔
3. 自我幻影
4. 依您喜好
5. 意識
6. 溜滑梯
7. 黑色奧爾斐
8. 依存症
9. 丸內虐待狂
10. 警告
11. 杞人憂天
12. 港都十三番地
13. 靈異現象
14. 石膏
15. 歌舞伎町的女王
16. 本能
17. 迷彩
18. 莖
19. Mr. wonderful（Encore 1）
20. 正確的大街（Encore 1）
21. 請您保重（Encore 2）
22. 蘋果之歌（Encore 3）

1. 幸福論(悅樂篇)
2. 罪與罰
3. 真夜中的純潔
4. 自我幻影
5. 依您喜好
6. 意識
7. 溜滑梯
8. 黑色奧爾斐
9. 依存症
10. 丸內虐待狂
11. 警告
12. Delayed brain（一部）
13. 杞人憂天
14. 港都十三番地
15. 靈異現象
16. 石膏
17. 歌舞伎町的女王
18. 本能
19. 迷彩
20. 莖
21. 小白花盛開時（Encore 1、一部）
22. Mr. wonderful（Encore 1）
23. 正確的大街（Encore 2）
24. 請您保重（Encore 3）
25. 蘋果之歌（Encore 4）

## 脚注